# La meravigliosa Angelica
La meravigliosa Angelica (Angélique et le Roy) è un film del 1966, diretto da Bernard Borderie e tratto dal romanzo Angelica e l'amore del re di Anne e Serge Golon.
È il terzo film della saga di Angelica.

## Trama
Filippo de Plessis-Bellières muore combattendo nella guerra nelle Fiandre contro gli spagnoli ed Angelica si ritira nelle sue terre a Plessis-Bellière. Tempo dopo, Luigi XIV la richiama però a corte e le affida una delicata missione diplomatica: recarsi dall'ambasciatore persiano Bachtiary Bey e convincerlo a recarsi a Versailles per firmare un trattato di alleanza con la Francia piuttosto che con la Russia. Per convincerla ad accettare l'incarico il sovrano le riconsegna il palazzo di Parigi appartenuto al conte di Peyrac. La donna subito vi si reca e scopre che nella dimora ora vive Savary, un anziano alchimista che sta proseguendo gli innumerevoli esperimenti di Peyrac. Poco dopo la donna viene raggiunta da Desgrez, il quale la informa che l'indomani l'ambasciatore persiano avrebbe assistito ad un'esecuzione a Suresnes. Seppur inizialmente contraria ad incontrare il Bey, Angelica decide di recarvisi dopo esser stata convinta da Savary a procurargli del momie, una sostanza posseduta dal persiano con la quale potrebbe continuare gli esperimenti di Peyrac. 
L'indomani Angelica si reca a Suresnes, dove il  Bey sta assistendo ad un'esecuzione con  Sant'Amon, goffo traduttore del sovrano francese. In seguito il Bay conduce Angelica nella sua dimora e qui tenta di abusare di lei. Fortunatamente per la donna giunge a salvarla il principe Stanislao Ràkóczi, cognato del re di Francia, incaricato segretamente da Desgrez di salvare Angelica dalle grinfie dell'ambasciatore. Il Bey, furioso per quanto accaduto, intende lasciare in fretta la Francia, ma Angelica si reca da lui per fermarlo e lo convince a recarsi a Versailles per firmare il trattato.
L'ambasciatore si presenta a corte e fa dono al sovrano francese di molti doni. Volendo anch'egli fargli un dono, Luigi XIV chiede al Bey cosa desiderebbe e questi chiede come dono la marchesa de Plessis-Bellières. Per salvare Angelica, interviene Colbert che afferma dinnanzi alla corte intera che la marchesa è la favorita del re. Il sovrano fa poi scegliere anche ad Angelica un dono e la donna, come promesso a Savary, sceglie il momie. Nel frattempo, Racoczi, braccato dalla polizia, si rifugia in casa di Angelica insieme alla quale trascorre la notte. Al mattino giunge Desgrez con le sue guardie e con l'ordine di arrestare Racoczi e Angelica. Il principe ungherese viene fatto scappare in tempo da Savary mentre Angelica è condotta davanti al re con il quale ha una discussione prima di riuscire a riappacificarsi con lui.
A corte l'interesse del sovrano per Angelica suscita la sempre maggior invidia di Madame de Montespan. Una notte, mentre è ospite a Versailles, Angelica riceve la visita di Desgrez, il quale la prega per il suo bene di lasciare la reggia avvertendola, tra l’altro, di aver sventato un tentativo di avvelenarla. La donna si rifiuta di lasciare Versailles e poco dopo viene convocata dal re. Il sovrano tenta di sedurla ma lei lo rifiuta accusandolo di essere responsabile della morte del marito Jeoffrey de Peyrac. Il re allora le rivela che a bruciare sul rogo non fu il conte di Peyrac, ma il cadavere di un altro condannato che gli era stato sostituito dietro suo ordine. L'uomo informa però la donna che, mentre veniva condotto in una fortezza dove sarebbe stato imprigionato, Peyrac riuscì ad evadere finendo però con l'annegare nel fiume.
Sconvolta e convinta che Joffrey non sia morto annegato, Angelica ottiene dal re il permesso di tornare a casa. Al momento di mettersi a letto – e poco prima di toccare la propria camicia da notte – Angelica nota al suolo una foglia di acero stranamente rovinata. Intuito che qualcosa non torna chiama la sua cameriera Teresa pregandola di aiutarla a indossare la camicia; vista la ritrosia della donna, Angelica, servendosi di una tovaglia, afferra la camicia e con essa inizia a colpire ripetutamente la serva facendola confessare che la camicia è stata avvelenata da Mademoiselle Desoeillet. 
Angelica incarica il nano Barcarole di indagare sulla Desoeillet e questi scopre che durante la notte essa si reca a casa della Voisin. La notte seguente vi si recano anche Angelica e Barcarole e qui assistono ad una messa nera celebrata sul corpo nudo di quella che Angelica riconosce essere Madame de Montespan. Come il sacerdote sta per sacrificare un bambino, Angelica rivela la sua presenza urlando ed è quindi costretta alla fuga per evitare di essere uccisa dai partecipanti al rito. Durante la fuga, Barcarole viene però ucciso.
Angelica contatta Desgrez e gli rivela quanto accaduto e il suo desiderio di raccontare tutto anche al re. Per evitare di sollevare uno scandalo senza prove, Desgrez rivela alla donna di aver scoperto che Joffrey è vivo: sopravvissuto all'annegamento e curato dai monaci di un'abbazia, Peyrac era tornato a Parigi passando da un tunnel sotterraneo che collega il cimitero degli Innocenti al pozzo che sorge sul giardino del suo palazzo. Qui Peyrac aveva recuperato del denaro per poi dirigersi verso il sud della Francia, dove Desgrez ne ha perse le tracce. Angelica vorrebbe partire subito alla ricerca del marito, ma Desgrez la convince a non partire prima dell'indomani non essendo le strade sicure durante la notte.
Durante la notte, Joffrey entra nel palazzo per contemplare Angelica mentre dorme serenamente. Mentre sta per andarsene, sorprende un uomo che si dirige verso la stanza di Angelica con un pugnale in mano: questo assassino è stato inviato dalla Voisin e dagli altri partecipanti alla messa nera per mettere a tacere la donna prima che possa parlare al re. Joffrey uccide l'assassino, ma il rumore sveglia Angelica che corre felice incontro al marito, il quale tuttavia fugge via passando per il sotterraneo. La mattina dopo, Savary consegna ad Angelica una lettera datagli da Peyrac nella quale egli le spiega che è fuggito per lasciarla vivere una vita felice senza di lui. Ma Angelica, non riuscendo a vivere senza l'uomo che ama, parte insieme a Savary alla ricerca di Joffrey.

## Produzione

### Luoghi delle riprese
Le scene iniziali al Castello di Plessis-Belliere sono state in realtà girate allo Château d'Esclimont.
Le scene esterne dove Angelica raggiunge di notte il re al Castello di Saint-Germain-en-Laye sono state in realtà girate al castello di Chantilly.
Le scene ambientate a Suresnes sono state invece girate a Senlis.
Diverse scene del film furono poi realizzate nella Reggia di Versailles.

## Distribuzione
I distributori italiani per errore invertirono il titolo di questo film con quello del precedente. Così questo film, il cui titolo originale è Angélique et le roy venne intitolato La meravigliosa Angelica mentre il film precedente intitolato in patria Merveilleuse Angélique venne intitolato in Italia Angelica alla corte del re.

### Date di uscita
- Francia: Angélique et le roy, 31 gennaio 1966
- Italia: La meravigliosa Angelica, 25 febbraio 1966

## Riconoscimenti
- 1968 - Goldene Leinwand
  - Goldene Leinwand